# Namdżilyn Bajarsajchan
Namdżilyn Bajarsajchan (mong. Намжилын Баярсайхан; ur. 10 sierpnia 1965 w Nuga w ajmaku dzawchańskim) – mongolski bokser kategorii lekkiej.
W 1992 roku podczas letnich igrzysk olimpijskich w Barcelonie zdobył brązowy medal.